# Station Wieruszów
Station Wieruszów is een spoorwegstation in de Poolse plaats Wieruszów.